# Тальское сельское поселение (Кемеровская область)
Та́льское се́льское поселе́ние — упразднённое муниципальное образование в Юргинском районе Кемеровской области. Административный центр — деревня Талая.

## История
Тальское сельское поселение образовано 17 декабря 2004 года в соответствии с Законом Кемеровской области № 104-ОЗ.

## Население
| 2010  | 2011  | 2012  | 2013  | 2014  | 2015  | 2016  |
| ----- | ----- | ----- | ----- | ----- | ----- | ----- |
| 2082  | ↘2081 | ↗2105 | ↗2110 | ↗2118 | ↘2067 | ↘2065 |
| 2017  | 2018  | 2019  |       |       |       |       |
| ↘2024 | ↘2005 | ↘1954 |       |       |       |       |

## Состав сельского поселения
| № | Населённый пункт | Тип населённого пункта          | Население |
| - | ---------------- | ------------------------------- | --------- |
| 1 | Пятково          | деревня                         | 686       |
| 2 | Талая            | деревня, административный центр | 1396      |

## Известные уроженцы
- Мальцев, Андрей Прокофьевич (1900—1964) — советский военачальник, гвардии полковник. Родился в ныне упраздненной деревне Кожевниково.